# 1979-es Formula–1 dél-afrikai nagydíj
A dél-afrikai nagydíj volt az 1979-es Formula–1 világbajnokság harmadik futama.

## Futam
A Ferrari itt indult először az új 312 T4-es modellel az évadban. A magasban fekvő pálya nagyban kedvezett a Renault turbómotorjának, így Jean-Pierre Jabouille szerezte meg a pole-t a Renault-val Scheckter és Villeneuve Ferrarija előtt. A rajtnál Jabouille az élen maradt, de Villeneuve hamarosan az élre került. Felhőszakadás miatt félbaszakították a futamot. Scheckter, Depailler, Tambay és Piquet a slick gumik mellett döntött. Az új rajtnál Villeneuve megtartotta a vezetést, de ahogy a pálya száradni kezdett, Scheckter megelőzte a kanadait, aki a 15. körben kiállt új gumikért. Villeneuve a második helyre jött vissza, majd elkezdett felzárni Scheckterre, aki az 52. körben szintén kiállt kereket cserélni. A kanadai az élre állt, Scheckter pedig már nem tudta megelőzni a leintésig, így Villeneuve győzelmének köszönhetően a Ferrari kettős győzelmet aratott Jean-Pierre Jarier (Tyrrell), Andretti és Reutemann előtt. Jabouille motorhiba, Laffite baleset miatt esett ki.
| Helyezés | #  | Versenyző             | Csapat/Motor       | Körök | Idő/Kiesés oka | Rajthely | Pontszám |
| -------- | -- | --------------------- | ------------------ | ----- | -------------- | -------- | -------- |
| 1        | 12 | Gilles Villeneuve     | Ferrari            | 78    | 1:41:49,96     | 3        | 9        |
| 2        | 11 | Jody Scheckter        | Ferrari            | 78    | +3,42          | 2        | 6        |
| 3        | 4  | Jean-Pierre Jarier    | Tyrrell-Ford       | 78    | +22,11         | 9        | 4        |
| 4        | 1  | Mario Andretti        | Lotus-Ford         | 78    | +27,88         | 8        | 3        |
| 5        | 2  | Carlos Reutemann      | Lotus-Ford         | 78    | +1:06,97       | 11       | 2        |
| 6        | 5  | Niki Lauda            | Brabham-Alfa Romeo | 77    | +1 kör         | 4        | 1        |
| 7        | 6  | Nelson Piquet         | Brabham-Alfa Romeo | 77    | +1 kör         | 12       |          |
| 8        | 20 | James Hunt            | Wolf-Ford          | 77    | +1 kör         | 13       |          |
| 9        | 28 | Clay Regazzoni        | Williams-Ford      | 76    | +2 kör         | 22       |          |
| 10       | 8  | Patrick Tambay        | McLaren-Ford       | 75    | +3 kör         | 17       |          |
| 11       | 29 | Riccardo Patrese      | Arrows-Ford        | 75    | +3 kör         | 16       |          |
| 12       | 30 | Jochen Mass           | Arrows-Ford        | 74    | +4 kör         | 20       |          |
| 13       | 14 | Emerson Fittipaldi    | Fittipaldi-Ford    | 74    | +4 kör         | 18       |          |
| Kiesett  | 31 | Héctor Rebaque        | Lotus-Ford         | 71    | Motorhiba      | 23       |          |
| Kiesett  | 16 | René Arnoux           | Renault            | 67    | Defekt         | 10       |          |
| Kiesett  | 27 | Alan Jones            | Williams-Ford      | 63    | Felfüggesztés  | 19       |          |
| Kiesett  | 7  | John Watson           | McLaren-Ford       | 61    | Gyújtás        | 14       |          |
| Kiesett  | 9  | Hans-Joachim Stuck    | ATS-Ford           | 57    | Baleset        | 24       |          |
| Kiesett  | 15 | Jean-Pierre Jabouille | Renault            | 47    | Motorhiba      | 1        |          |
| Kiesett  | 26 | Jacques Laffite       | Ligier-Ford        | 45    | Baleset        | 6        |          |
| Kiesett  | 3  | Didier Pironi         | Tyrrell-Ford       | 25    | Karburátor     | 7        |          |
| Kiesett  | 18 | Elio de Angelis       | Shadow-Ford        | 16    | Baleset        | 15       |          |
| Kiesett  | 25 | Patrick Depailler     | Ligier-Ford        | 4     | Baleset        | 5        |          |
| Kiesett  | 17 | Jan Lammers           | Shadow-Ford        | 2     | Baleset        | 21       |          |
| NK       | 22 | Derek Daly            | Ensign-Ford        |       |                |          |          |
| NK       | 24 | Arturo Merzario       | Merzario-Ford      |       |                |          |          |

## Statisztikák
Vezető helyen:
- Jean-Pierre Jabouille: 1 (1)
- Gilles Villeneuve: 39 (2-14 / 53-78)
- Jody Scheckter: 38 (15-52)

Gilles Villeneuve 2. győzelme, 2. leggyorsabb köre, Jean-Pierre Jabouille 1. pole-pozíciója.
- Ferrari 74. győzelme.